# Antonín Basch
Antonín Basch (1896-1971) fue un economista de origen checo, profesor en la Universidad de Columbia.
Fue autor de obras como The New Economic Warfare (Columbia University Press, 1941), The Danube Basin and the German Economic Sphere (Columbia University Press, 1943), en la que retrata la profunda influencia de la economía alemana en diversas regiones de Centroeuropa y la cuenca del Danubio antes de las guerras mundiales, A Price for Peace (Columbia University Press, 1945), Capital markets of the European Economic Community, Problems of integration (University of Michigan, 1965), El mercado de capitales en México (Centro de Estudios Monetarios Latinoamericanos, 1968) y El mercado de capitales en Colombia (Centro de Estudios Monetarios Latinoamericanos, 1968), entre otras.